# Valentin de Boulogne
Valentin de Boulogne, zw. Valentin (ur. 1591 w Coulommiers, zm. 1632 w Rzymie) – francuski malarz okresu baroku, caravaggionista.
Był uczniem Simona Voueta. Ok. 1614 przybył do Rzymu, gdzie osiadł na stałe. Przyjaźnił się z Nicolasem Poussinem. Był pod silnym wpływem Caravaggia i Bartolomea Manfrediego. 
Tworzył kompozycje figuralne o treści religijnej, biblijnej i rodzajowej, odznaczające się naturalizmem ujęcia, ostrym kolorytem i efektami światłocienia.
Niektóre jego obrazy długo uchodziły za dzieła Caravaggia.

## Wybrane dzieła
- Chrystus i jawnogrzesznica (1620) – Los Angeles, J. Paul Getty Museum,
- Cierniem koronowanie – Monachium, Stara Pinakoteka,
- Cztery okresy życia mężczyzny – Londyn, National Gallery,
- Dawid z głową Goliata i dwóch żołnierzy (1620 - 22) – Madryt, Muzeum Thyssen-Bornemisza,
- Jezus wypędzający kupców ze świątyni – St. Petersburg, Ermitaż,
- Judyta (1626-28) – Tuluza, Musée des Augustins,
- Judyta i Holofernes (ok. 1626) – Valletta, National Museum of Fine Arts,
- Koncert przy rzymskim reliefie (1622 - 25) – Paryż, Luwr,
- Mojżesz – Wiedeń, Kunsthistorisches Museum,
- Ostatnia Wieczerza (ok. 1625-26) – Rzym, Galleria Nazionale d’Arte Antica,
- Pijacy i muzykanci (1625) – Paryż, Luwr,
- Sąd Salomona (ok. 1625) – Paryż, Luwr,
- Męczeństwo świętych Processusa i Martyniana (1629) – Rzym, Pinakoteka Watykańska,
- Szulerzy (ok. 1620) – Drezno, Gemaeldegalerie,
- Wróżka (1628) – Paryż, Luwr,
- Zaparcie się św. Piotra – Moskwa, Muzeum Puszkina,
- Zuzanna i starcy – Paryż, Luwr.